# Zur Psychopathologie des Alltagslebens
Zur Psychopathologie des Alltagslebens (en català, 'Psicopatologia de la vida quotidiana', tot i que mai ha estat traduïda) és una obra de Sigmund Freud de 1901 en què s'analitza el que des de llavors es coneix com a acte fallit (lapsus linguae o lapsus freudià). Es va convertir en un dels llibres més coneguts de tots els escrits per Freud.